# خلومتس (ناحیه تشسکی کروملوف)
خلومتس (به چکی: Chlumec) یک منطقهٔ مسکونی در جمهوری چک است که در ناحیه تشسکی کروملوو واقع شده‌است. خلومتس ۳٫۲۴ کیلومتر مربع مساحت و ۷۹ نفر جمعیت دارد و ۵۲۵ متر بالاتر از سطح دریا واقع شده‌است.